# История почты и почтовых марок Бахавалпура
История почты и почтовых марок Бахавалпура описывает развитие почтовой связи в бывшем мусульманском княжестве Бахавалпур с административным центром в городе Бахавалпур, на юге Пенджаба, в юго-восточной части нынешнего Пакистана в период с создания княжества в 1690 году до полного его включения в состав провинции Западный Пакистан 14 октября 1955 года.

## Выпуски почтовых марок

### Первые марки
В Бахавалпуре до 1945 года были в обращении почтовые марки Британской Индии. 1 января 1945 года княжество выпустило собственные марки, только для служебного использования, серию красочных марок с надписями только на арабском языке.

### Памятные марки

Почтовая марка Бахавалпура, 1949 г.

1 декабря 1947 года княжество выпустило свою первую обычную почтовую марку — памятную марку, посвящённую 200-летию правящей семьи, с изображением Мухаммеда Бахавал-хана I и с надписью «Bahawalpur» («Бахавалпур»).
Серия почтовых марок 14 номиналов вышла 1 апреля 1948 года, с изображениями набобов и зданий. 
Выпуск ещё нескольких памятных марок завершился выходом в октябре 1949 года выпуска, посвящённого 75-й годовщине Всемирного почтового союза. После этого в княжестве стали использоваться пакистанские почтовые марки для внешней корреспонденции. Почтовые марки Бахавалпура оставались в обращении для внутренних почтовых отправлений до 1953 года.